# Kenyentulus monticolus
Kenyentulus monticolus är en urinsektsart som beskrevs av Nakamura 1990. Kenyentulus monticolus ingår i släktet Kenyentulus och familjen lönntrevfotingar. Inga underarter finns listade i Catalogue of Life.